# Liste des gouvernements régionaux de Bade-Wurtemberg
Cette page recense les gouvernements du Land allemand de Bade-Wurtemberg à partir du 25 avril 1952, date à laquelle il fut créé à la suite de la fusion des Länder de Bade, Wurtemberg-Bade et Wurtemberg-Hohenzollern.
| Gouvernement            | Dates du mandat | Dates du mandat | Ministre-président   | Majorité                               | Législature     |
| ----------------------- | --------------- | --------------- | -------------------- | -------------------------------------- | --------------- |
| Cabinet Maier           | 25.04.1952      | 07.10.1953      | Reinhold Maier       | FDP/DVP, SPD, GB/BHE                   | 1re législature |
| Cabinet Müller I        | 07.10.1953      | 09.05.1956      | Gebhard Müller       | CDU, SPD, FDP/DVP, GB/BHE              | 1re législature |
| Cabinet Müller II       | 09.05.1956      | 17.12.1958      | Gebhard Müller       | CDU, SPD, FDP/DVP, GB/BHE              | 2e législature  |
| Cabinet Kiesinger I     | 17.12.1958      | 23.06.1960      | Kurt Georg Kiesinger | CDU, SPD, FDP/DVP, GB/BHE              | 2e législature  |
| Cabinet Kiesinger II    | 23.06.1960      | 11.06.1964      | Kurt Georg Kiesinger | CDU, FDP/DVP, GB/BHE                   | 3e législature  |
| Cabinet Kiesinger III   | 11.06.1964      | 16.12.1966      | Kurt Georg Kiesinger | Coalition noire-jaune (CDU, FDP/DVP)   | 4e législature  |
| Cabinet Filbinger I     | 16.12.1966      | 12.06.1968      | Hans Filbinger       | Grande coalition (CDU, SPD)            | 4e législature  |
| Cabinet Filbinger II    | 12.06.1968      | 08.06.1972      | Hans Filbinger       | Grande coalition (CDU, SPD)            | 5e législature  |
| Cabinet Filbinger III   | 08.06.1972      | 02.06.1976      | Hans Filbinger       | CDU                                    | 6e législature  |
| Cabinet Filbinger IV    | 02.06.1976      | 30.08.1978      | Hans Filbinger       | CDU                                    | 7e législature  |
| Cabinet Späth I         | 30.08.1978      | 04.06.1980      | Lothar Späth         | CDU                                    | 7e législature  |
| Cabinet Späth II        | 04.06.1980      | 06.06.1984      | Lothar Späth         | CDU                                    | 8e législature  |
| Cabinet Späth III       | 06.06.1984      | 08.06.1988      | Lothar Späth         | CDU                                    | 9e législature  |
| Cabinet Späth IV        | 08.06.1988      | 13.01.1991      | Lothar Späth         | CDU                                    | 10e législature |
| Cabinet Teufel I        | 13.01.1991      | 11.06.1992      | Erwin Teufel         | CDU                                    | 10e législature |
| Cabinet Teufel II       | 11.06.1992      | 11.06.1996      | Erwin Teufel         | Grande coalition (CDU, SPD)            | 11e législature |
| Cabinet Teufel III      | 11.06.1996      | 12.06.2001      | Erwin Teufel         | Coalition noire-jaune (CDU, FDP/DVP)   | 12e législature |
| Cabinet Teufel IV       | 12.06.2001      | 29.04.2005      | Erwin Teufel         | Coalition noire-jaune (CDU, FDP/DVP)   | 13e législature |
| Cabinet Oettinger I     | 29.04.2005      | 14.06.2006      | Günther Oettinger    | Coalition noire-jaune (CDU, FDP/DVP)   | 13e législature |
| Cabinet Oettinger II    | 14.06.2006      | 09.02.2010      | Günther Oettinger    | Coalition noire-jaune (CDU, FDP/DVP)   | 14e législature |
| Cabinet Mappus          | 10.02.2010      | 11.05.2011      | Stefan Mappus        | Coalition noire-jaune (CDU, FDP/DVP)   | 14e législature |
| Cabinet Kretschmann I   | 12.05.2011      | 12.05.2016      | Winfried Kretschmann | Coalition rouge-verte (Les Verts, SPD) | 15e législature |
| Cabinet Kretschmann II  | 12.05.2016      | 11.05.2021      | Winfried Kretschmann | Coalition noire-verte (Les Verts, CDU) | 16e législature |
| Cabinet Kretschmann III | 11.05.2021      |                 | Winfried Kretschmann | Coalition noire-verte (Les Verts, CDU) | 17e législature |